# Горошкевич Олександр Сергійович
Горошкевич Олександр Сергійович (нар. 8 березня 1964) — колишній народний депутат України. 

## Життєпис
Народився 8 березня 1964; одружений; має сина.

### Освіта
- Львівський політехнічний інститут (1980-1985), інженер-електромеханік, «Автоматизація та комплексна механізація машинобудування»;
- Кримський інститут економіки та господарського права (1998-2002), економіст, «Економіка підприємства»;
- Львівський національний університет імені Івана Франка (1999-2002), юрист, «Правознавство».

### Кар'єра
- З 1985 - інженер-конструктор ВО «Іскра», начальник КБ, головний механік НДІ побутової та електронної апаратури.
- З 1993 - в державних структурах і комерційних закладах.
- До 10.2001 - заступник голови Центру розвитку українського законодавства.
- З 11.2005 - генеральний директор ДАК «Чорноморнафтогаз».

## Політична діяльність
04.2002 кандидат в народні депутати України від ВПО «Жінки за майбутнє», № 16 в списку. На час виборів: народний депутат України, член ВПО «Жінки за майбутнє».
Народний депутат України 3-го скликання 10.2001-04.2002 від ПЗУ, № 21 в списку. На час виборів: директор ТОВ «Реал-брок» (місто Львів), член ПЗУ. Член фракції ПЗУ (з 10.2001). 
Народний депутат України 5-го скликання 04.2006-11.2007 від Блоку «Наша Україна», № 58 в списку. На час виборів: генеральний директор ДАК «Чорноморнафтогаз», член НСНУ. Член фракції Блоку «Наша Україна» (з 04.2006). Член Комітету з питань екологічної політики, природокористування та ліквідації наслідків Чорнобильської катастрофи (з 07.2006). 
Народний депутат України 6-го скликання 11.2007-12.2012 від Партії регіонів, № 128 в списку. На час виборів: народний депутат України, безпартійний. Член фракції Партії регіонів (з 11.2007). Заступник голови Комітету з питань екологічної політики, природокористування та ліквідації наслідків Чорнобильської катастрофи (з 12.2007).

## Погляди
5 червня 2012 голосував за проект Закону України «Про засади державної мовної політики», який посилює статус російської мови.